# Aéroport de Bourgas
Pour les articles homonymes, voir BOJ.
L'aéroport de Bourgas (en bulgare "Летище Бургас") (code IATA : BOJ • code OACI : LBBG) est un aéroport domestique et international situé à Bourgas, à 12 km au nord-nord-est du centre-ville, dans le quartier de Sarafovo. Il dessert la ville de Bourgas mais sa zone d'attraction est tout le sud-est de la Bulgarie, dont le centre et le sud du littoral de la Mer Noire.

## Histoire
Le 27 juin 1927 est considéré comme le jour de la naissance de l'aérodrome de Bourgas. La compagnie française SIDNA choisit, en ce jour, de construire une station de radio et une piste d'aviation. La station radio fut opérationnelle en 1938 et l'aérodrome fut transféré au royaume de Bulgarie par la SIDNA. En 1942 arrivèrent des ingénieurs et des géodésistes allemands afin d'adapter les infrastructures à l'atterrissage d'avions de plus grande taille. L'aérodrome fut notamment raccordé au réseau électrique et des citernes à carburants plus grandes furent construites.
Le 29 juin 1947, la ligne Sofia - Bourgas est inaugurée par le premier avion civil bulgare de transport de voyageurs, un Junkers Ju 52. Dans les années 1950 et 60, l'activité de l'aéroport de Bourgas - comme celui des autres aéroports - croît rapidement. De ce fait, il est agrandi et modernisé : une piste en béton est construite, les équipements électriques et électroniques sont entièrement remplacés. De ce fait, la presse bulgare le qualifie de « Aéroport le plus moderne de Bulgarie » ou « Palais de Bourgas ». Avec le développement du tourisme international et des voyages en avion, la plate-forme est transformée en aéroport international qui est relié à 45 destinations.
Afin de préparer l'avenir en modernisant les infrastructures et la gestion de la plate-forme, celle-ci est concédée, conjointement avec l'aéroport de Varna, à compter du 10 novembre 2006 et pour 35 ans, à la société bulgaro-allemande Fraport Twin Star Airport Management. Le concessionnaire devra investir au moins 403 millions d'euros, pendant cette période, pour la construction de nouveaux terminaux pour les voyageurs, l'amélioration des infrastructures aéroportuaires, l'élargissement des parkings d'avions et de véhicules, les rampes d'accès et l'acquisition d'équipements.

## Situation
| \| 20 km1:1 354 000 \| Balchik Bezmer Bohot Bohot-LM Buhovtsi/Targovichte Bourgas Dobroslavtsi Dolna Banya Dolna Mitropoliya Erden Gabrovnitsa Gorna Oryahovitsa Graf Ignatievo Grivitsa Ihtiman Izgrev Kalvacha Kaynardzha Lesnovo Malevo Plovdiv Polikraichte Primorsko Ravnets Roussé Silistra Sliven Sofia Stara Zagora Varna Vidine |
| 20 km1:1 354 000 |

## En graphique
Pour des raisons techniques, il est temporairement impossible d'afficher le graphique qui aurait dû être présenté ici.

Voir la requête brute et les sources sur Wikidata.

### Zoom sur l'impact du covid de 2019-2020
Pour des raisons techniques, il est temporairement impossible d'afficher le graphique qui aurait dû être présenté ici.

Voir la requête brute et les sources sur Wikidata.

## Compagnies et destinations desservies

### Passagers
| Compagnies               | Destinations |
| ------------------------ | --- |
| Aer Lingus               | En saison : Dublin |
| airBaltic                | En saison: Riga |
| BH Air                   | En saison : - Aberdeen-Dyce, - Belfast, - Bristol, - Cardiff-Rhoose, - Durham Tees Valley, - East Midlands, - Édimbourg, - Glasgow, - Humberside, - Leeds-Bradford, - Londres-Gatwick, - Manchester, - Newcastle                                                  |
| Bluebird Airways         | En saison : Tel Aviv - Ben Gourion |
| Bulgaria Air             | En saison : Sofia-Vrajdebna, Tel Aviv - Ben Gourion En saison charter : Antalya, Ostrava-L. Janáček |
| Buzz (Ryanair)           | En saison charter: Cracovie-Jean-Paul II |
| Corendon Dutch Airlines  | En saison: Amsterdam, Maastricht-Aix-la-Chapelle |
| Discover Airlines        | En saison : Francfort |
| easyJet                  | En saison: Berlin-Brandebourg, Londres-Gatwick, Manchester |
| Enter Air                | En saison charter : - Bydgoszcz, - Gdańsk-L. Wałęsa, - Katowice-Pyrzowice, - Łódź-W. Reymont, - Lublin, - Rzeszów, - Szczecin/Stettin-Solidarité, - Varsovie-Chopin, - Varsovie-Modlin (Mazovie), - Wrocław-N. Copernic                                           |
| European Air Charter     | En saison: - Billund, - Bratislava-M. R. Štefánik, - Brême, - Cologne/Bonn-K. Adenauer, - Copenhague-Kastrup, - Düsseldorf, - Erfurt, - Francfort, - Hambourg-H.-Schmidt, - Leipzig/Halle, - Linz-Horsching, - Munich-F. J. Strauß, - Stuttgart, - Varsovie-Radom |
| Eurowings                | En saison: Cologne/Bonn-K. Adenauer, Düsseldorf, Hambourg-H.-Schmidt, Stuttgart |
| Freebird Airlines Europe | En saison charter : Leipzig/Halle |
| GetJet Airlines          | En saison charter : Vilnius |
| Jet Time                 | En saison charter : Helsinki-Vantaa |
| Jet2.com                 | En saison: - Birmingham, - Bristol, - East Midlands, - Glasgow, - Leeds-Bradford, - Londres-Stansted, - Manchester, - Newcastle |
| LOT Polish Airlines      | En saison : Varsovie-Chopin |
| Luxair                   | En saison: Luxembourg-Findel |
| Norwegian Air Shuttle    | En saison : Copenhague-Kastrup, Helsinki-Vantaa, Oslo-Gardermoen, Stockholm-Arlanda En saison charter: Stavanger |
| Ryanair                  | En saison : - Bratislava-M. R. Štefánik, - Budapest-Ferenc Liszt, - Dublin, - Gdańsk-L. Wałęsa, - Kaunas, - Cracovie-Jean-Paul II, - Londres-Luton, - Poznań (Posnanie)-H. Wieniawski, - Varsovie-Modlin (Mazovie), - Vienne-Schwechat                            |
| SmartLynx Airlines       | En saison charter: Riga, Tallinn |
| SmartWings               | En saison : Bratislava-M. R. Štefánik, Brno-Tuřany, Ostrava-L. Janáček, Prague-Václav-Havel En saison charter: Gdańsk-L. Wałęsa, Katowice-Pyrzowice, Varsovie-Chopin                                                                                              |
| Sunclass Airlines        | En saison charter : Helsinki-Vantaa, Oslo-Gardermoen |
| TUI Airways              | En saison : - Birmingham, - Bristol, - Cardiff-Rhoose, - Londres-Gatwick, - Manchester, - Newcastle En saison charter: Dublin |
| TUI fly Belgium          | En saison : Bruxelles-National, Ostende-Bruges |
| TUI fly Netherlands      | En saison: Amsterdam |
| TUIfly Nordic            | En saison charter : Göteborg, Stockholm-Arlanda |
| Wizz Air                 | Londres-Luton En saison : - Budapest-Ferenc Liszt, - Debrecen, - Gdańsk-L. Wałęsa, - Katowice-Pyrzowice, - Cracovie-Jean-Paul II, - Lublin, - Tel Aviv - Ben Gourion, - Varsovie-Chopin, - Vienne-Schwechat, - Wrocław-N. Copernic                                |

Actualisé le 14/01/2024

### Cargo
| Compagnies        | Destinations |
| ----------------- | ------------ |
| Kalitta Air       | charters     |
| National Airlines | charters     |
| Silk Way Airlines | charters     |

## Galerie

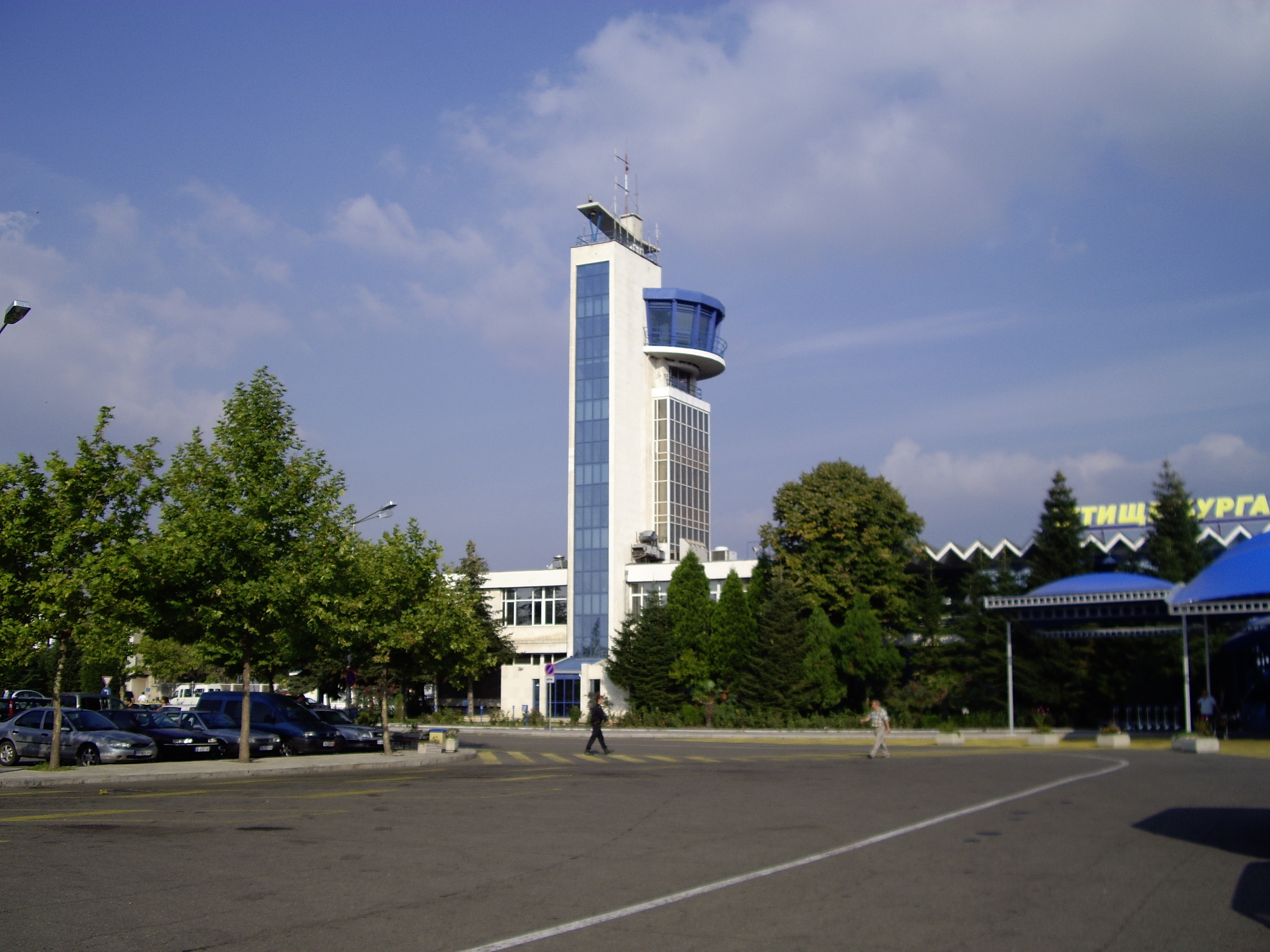
La tour de contrôle.